# Manuel Jamuana
Manuel Alexandre Jamuana (Angola, 23 novembre 1984) è un calciatore angolano, difensore del Grupo Desportivo Sagrada Esperança.

## Carriera

### Club
Dal 2007 al 2012 gioca al Petro Atletico.
Nel 2012 si trasferisce al Grupo Desportivo Sagrada Esperança

### Nazionale
Esordisce in nazionale nel 2008. Ha partecipato alla Coppa d'Africa 2010.